# Vicente Zeballos
Vicente Antonio Zeballos Salinas, né le 10 mai 1963 à Tacna au Pérou, est un homme politique péruvien, président du Conseil des ministres du 30 septembre 2019 au 15 juillet 2020.

## Biographie
De 2018 à 2019, Vicente Zeballos est ministre de la Justice. À la suite de la démission de Salvador del Solar le 30 septembre 2019, il est nommé président du Conseil des ministres. 
Le 15 juillet 2020, il est remplacé par Pedro Cateriano.